# Sisavan
Sisavan är en ort i Armenien.   Den ligger i provinsen Ararat, i den centrala delen av landet, 30 kilometer söder om huvudstaden Jerevan. Sisavan ligger 865 meter över havet och antalet invånare är 1 793.
Terrängen runt Sisavan är platt åt sydväst, men åt nordost är den kuperad. Runt Sisavan är det ganska tätbefolkat, med 155 invånare per kvadratkilometer.. Närmaste större samhälle är Vedi, 4,7 kilometer öster om Sisavan. 
Trakten runt Sisavan består i huvudsak av gräsmarker.